# كوزموس 21
كوزموس 21 (الروسية Космос 21 ) مركبة فضائية سوفيتية، انطلقت في مهمة غير معروفة . هذه المهمة تم التعرف عليها مبدئيا من قبل وكالة ناسا بمثابة اختبار التكنولوجيا في سلسلة مسبار فينيرا الفضائية. ربما كان محاولة فينوس التحليق، على غرار يفترض أن لاحقة كوزموس 27 مهمة، أو قد يكون مقصودا من البداية إلى البقاء في مدار أرضي. في أي حال، فإن المركبة الفضائية لم يترك مدار الأرض بعد الإدراج من قبل SL-6 / A-2-ه قاذفة. تهاوت مركبة كوزموس في 14 نوفمبر، بعد ثلاثة أيام الإطلاق. .

## وصلات خارجية
http://www.cosmos21.com.au/